# Gare de Bakonysárkány
La gare de Bakonysárkány (en hongrois : Bakonysárkány vasútállomás) est une halte ferroviaire hongroise, située à Bakonysárkány.